# Seulgi
Kang Seul-gi (en hangul, 강슬기; en hanja, 康瑟琪; romanización revisada, Gang Seul-gi; McCune-Reischauer, Kang Sŭlki; Ansan, 10 de febrero de 1994), conocida como Seulgi, es una cantante y bailarina surcoreana. Después de siete años de entrenamiento, debutó como integrante de Red Velvet, bajo SM Entertainment, seguido por la subunidad en 2020 y el grupo proyecto Got the Beat en 2022. Además, lanzó su EP debut como solista, 28 Reasons, en octubre de 2022.

## Biografía y carrera

### 1994-2017: Primeros años e inicio de carrera musical
Kang nació el 10 de febrero de 1994 en Ansan, Provincia de Gyeonggi, Corea del Sur. Su familia está formada por sus padres y un hermano mayor. Estudió en la Escuela Secundaria Ansan Byeolmang y asistió a la Escuela de Artes Escénicas de Seúl. Habla japonés con fluidez.

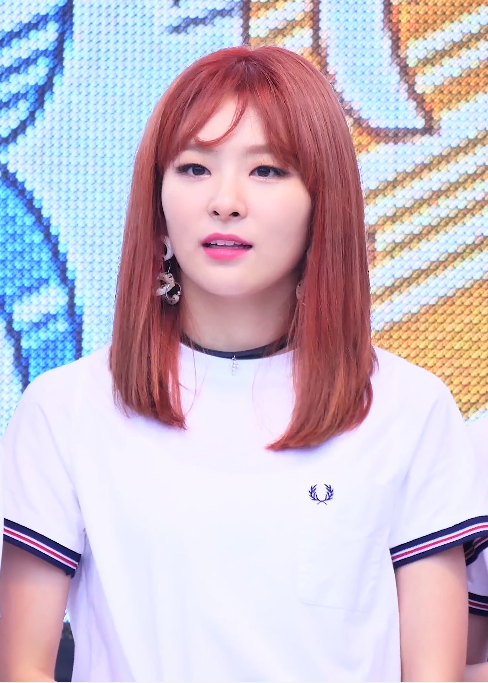
Seulgi en Pyeongchang Single Bungle Radio en septiembre de 2016.

Comenzó a entrenar en SM Entertainment en 2007. El 2 de diciembre de 2013, fue una de las primeras tres aprendices presentadas al público a través del grupo de predebut SM Rookies, junto con Jeno y Taeyong de NCT. SM lanzó varios clips de Seulgi, uno de los cuales fue una actuación de baile con Irene haciendo un cover de «Be Natural», una canción que fue interpretada originalmente por S.E.S. En julio de 2014, colaboró con Henry Lau en la canción «Butterfly» de su segundo EP, Fantastic. También apareció en el videoclip del sencillo «Fantastic». Hizo su debut oficial como integrante de Red Velvet un mes después con el sencillo digital «Happines».
En enero de 2015, interpretó a Dorothy en el musical de su empresa, School Oz. De abril a mayo, fue parte del programa de variedad de JTBC, Off to School. En julio de 2016, lanzó la canción «Don't Push Me» con Wendy como parte de la banda sonora del drama de KBS2, Uncontrollably Fond. En octubre, Seulgi apareció en King of Mask Singer como concursante bajo el alias «Cinema Heaven». Seulgi publicó «You, Just Like That» la canción de Blade & Soul el 18 de noviembre, compuesta por Yoon Sang. Seulgi y Wendy, junto con otros artistas de SM publicaron «Sound of Your Heart» para SM Station el 30 de diciembre.
En enero de 2017, lanzó la canción «You're the Only One I See» con Wendy como parte de la banda sonora del drama de KBS2, Hwarang: The Poet Warrior Youth. Realizó un dueto titulado «Darling U» con Yesung de Super Junior el 22 de enero para SM Station. En marzo, Seulgi apareció en la canción «Drop» de Mark de NCT, una canción original interpretada en High School Rapper, un programa supervivencia de hip hop. En el mismo mes, se reveló que Seulgi había sido añadida al elenco del programa Idol Drama Operation Team. El programa inició el 29 de mayo y finalizó el 25 de junio con 13 episodios. También se convirtió en miembro del grupo proyecto Girls Next Door, que duró durante la transmisión del show. El 27 de octubre, ella, junto con Kangta y Wendy, lanzaron una nueva versión de la canción «인형 (Doll)» de Shin Hye-sung y Lee Ji-hoon de Shinhwa como parte de la segunda temporada de Station. Su vídeo musical usó imágenes de su interpretación en vivo de la canción en el SMTOWN Live Tour V in Japan y fue lanzado el mismo día. En el mismo mes, apareció en el dueto «Heart Stop» con Taemin de SHINee, lanzado en su segundo álbum de estudio, Move.

### 2018-presente: Actividades en solitario y subunidad
En febrero de 2018, Seulgi fue confirmada como parte del elenco de Law of the Jungle in Mexico. En abril, también se confirmó que sería la presentadora de Secret Unnie, junto con Sunmi. El 23 de mayo, colaboró con Moonbyul de Mamamoo en la canción «Selfish». Seulgi se convirtió en integrante de Station Young, un grupo proyecto de SM Entertainment, para lanzar la canción «Wow Thing» en colaboración con Chungha, SinB de GFriend y Soyeon de (G)I-dle para SM Station X 0. En octubre, se anunció que formaría parte del nuevo programa Cool Kids de JTBC, junto con Yoo Jae-suk, Kim Shin-young y otros representantes de celebridades. Cada miembro del elenco fue presentado con un aspecto que es ampliamente reconocido sobre ellos, Seulgi fue la que estaba en «tendencia».
El 12 de febrero de 2019, Seulgi lanzó «Always», como banda sonora del drama The Crowned Clown. A finales del año, durante su concierto el La Rouge en Seúl, Seulgi interpretó la canción «Uncover», que se reveló por primera vez para su presentación en solitario. Pocos meses después, SM confirmó que Seulgi, junto con Irene, formaría la primera subunidad de Red Velvet. El dúo llamado Red Velvet - Irene & Seulgi debutó el 6 de julio de 2020 con el miniálbum Monster. Este EP contenía la versión completa de «Uncover». También protagonizaron un spin-off del programa de Red Velvet, Level Up Project!. El 31 de octubre, Seulgi fue uno de los invitados de Yoon Do-hyun de YB para su gira virtual Acoustic Forest. El 23 de noviembre, Seulgi fue confirmada para debutar como traductora de ensayos de arte para la serie de libros «Art Gallery By My Side: Love, Happiness, Sleep».
El 25 de enero de 2021, Seulgi apareció en el vídeo musical de la canción «Eeny Meeny» de Yunho. El 30 de marzo, se anunció que Seulgi participaría en una de las canciones del álbum en solitario de Wendy, «Best Friend», que se lanzó el 5 de abril. El 2 de abril, se reveló que Seulgi sería presentadora de un programa musical web titulado The Wise Music Encyclopedia, que se transmite en el canal de YouTube de Urigayo todos los viernes. El 1 de junio, también comenzó a presentar su propio programa en vivo, Seulgi.zip, en Naver Now. El 27 de diciembre, se reveló que Seulgi formaría parte del supergrupo Got the Beat, el cual debutó el 3 de enero de 2022. El 13 de septiembre de 2022, se anunció que Seulgi debutaría como solista a inicios de octubre. Su primer EP, 28 Reasons, se lanzó el 4 de octubre.
Seulgi anunció su segundo EP Accidentally on Purpose el 17 de febrero de 2025. Fue publicado el 10 de marzo con su sencillo principal «Baby, Not Baby».

## Arte

### Artes y fotografía
Además de ser una hábil bailarina y cantante, Seulgi también es reconocida por sus habilidades artísticas y fotográficas. Fotos de sus obras de arte han circulado en varias comunidades en línea, y muchos espectadores elogian su trabajo. Se ganó el apodo de «Kang Painter» y «Seul-Painter» por sus habilidades de pintura. En 2016, Seulgi fue elegida como embajadora honoraria del 18° Festival Internacional de Cine Fantástico de Bucheon para ayudar aún más a difundir la misión del festival, que era mejorar la conciencia pública sobre las películas animadas para que los estudiantes y artistas menos conocidos en el campo pudieran ganar más oportunidades. En 2019, Seulgi prestó su voz para servir como audioguía durante la exhibición de M. Chat en el Centro de Artes de Seúl.
L'Occitane colaboró con Seulgi en 2019 para su campaña City Palette. A través del concepto de esa marca, la propia Seulgi diseñó un mapa de la ciudad, que luego se convirtió en bolsas ecológicas que transmite el mensaje de colorear la belleza de la naturaleza en ciudades que están perdiendo encanto debido a la contaminación.
Debido a su amor por las artes, se le ofreció traducir el proyecto de la serie Art Museum By My Side de Maronie Books. La serie de libros es una colección de 35 obras de arte para cada tema: Amor, felicidad, sueño. La traducción del libro por Seulgi, originalmente en inglés por Shana Gozansky, presenta tanto el texto original como los propios sentimientos e interpretaciones de Seulgi. También eligió personalmente sus obras de arte favoritas y escribió sus propios pensamientos y sentimientos. La serie pretende servir de guía a aquellas personas que suelen tener dificultades para disfrutar del arte por falta de conocimientos profesionales.

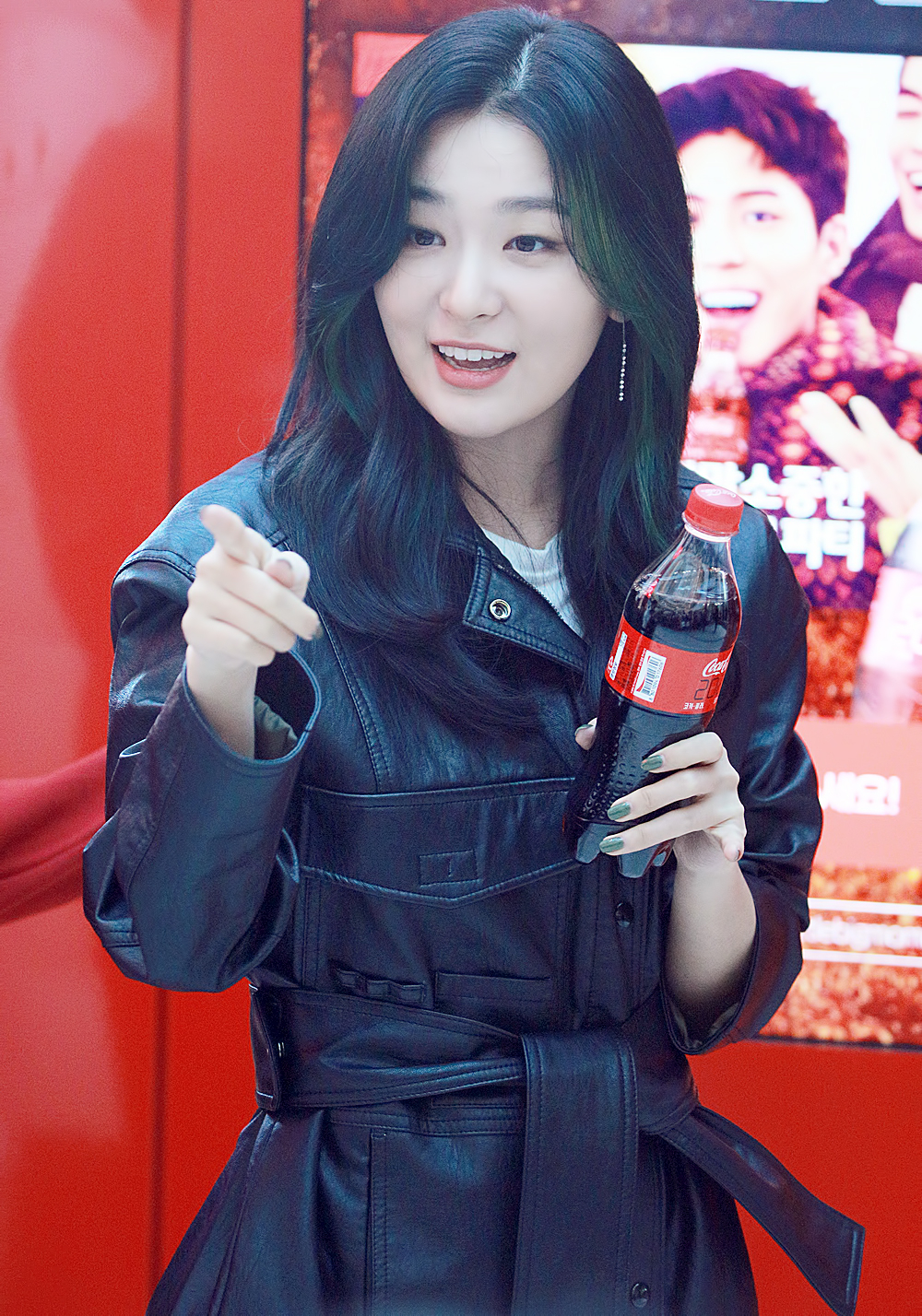
Seulgi en el evento de Coca-Cola en enero de 2020.

## Anuncios
Aparte de varios patrocinios con sus compañeras de grupo, Seulgi se convirtió en embajadora de grandes marcas conocidas. El 21 de marzo de 2018, fue elegida para modelar la colección de Nike para la Selección de fútbol de Corea del Sur, la colección Red Devils 2018. Desde agosto de 2018, ha sido el rostro de Converse Korea, convirtiéndose en su primera embajadora de marca femenina. Comenzando con la campaña «One Star» bajo el lema «nadie puede evaluarme», Seulgi y Converse han hecho campaña para apoyar los propios valores y estándares.
El 23 de diciembre de 2019, fue anunciada, junto con Park Bo-gum, como el rostro de la campaña «Little Big Moments» de Coca-Cola. Fue elegida por su energía positiva que encajaba perfectamente con la campaña. El 26 de diciembre, L'Occitane publicó su nueva campaña que contó con Seulgi y otros dos artistas, el director de arte Cha In-cheol y el ilustrador Kim Se-dong. Seulgi es embajadora de la campaña «City Palette» de L'Occitane x OMY para su crema de manos de manteca de karité.
En enero de 2021, se convirtió en la nuevo embajadora de Volkswagen. Es el rostro de una nueva campaña para su nuevo modelo T-Roc, y la promueve con un jingle original y un vídeo musical para su eslogan «Born Confident». Volkswagen la eligió como embajadora por su sensibilidad única, su capacidad para presentar actuaciones únicas con su propio color y ser un ícono cultural apoyado por los millennials.

## Discografía

### EP
| Título                                                                                 | Detalles                                                                                                | Mejor posición | Mejor posición | Ventas                            |
| Título                                                                                 | Detalles                                                                                                | COR            | JPN            | Ventas                            |
| -------------------------------------------------------------------------------------- | --- | -------------- | -------------- | --------------------------------- |
| 28 Reasons                                                                             | - Lanzamiento: 4 de octubre de 2022 - Discográfica(s): SM - Formato(s): CD, descarga digital, streaming | 3              | 13             | - COR: 241 304 - JPN: 4930 (Fís.) |
| Accidentally on Purpose                                                                | - Lanzamiento: 10 de marzo de 2025 - Discográfica: SM - Formatos: CD, descarga digital, streaming       | 4              | 49             | - KOR: 134 292                    |
| «—» indica que el lanzamiento no se posicionó en la lista o no se lanzó en esa región. | |                |                |                                   |

### Sencillos

#### Como artista principal
| Título           | Año  | Mejor posición | Mejor posición | Mejor posición | Mejor posición | Mejor posición | Álbum                   |
| Título           | Año  | KOR            | KOR Billb.     | EUA World      | SIN            | VIE            | Álbum                   |
| ---------------- | ---- | -------------- | -------------- | -------------- | -------------- | -------------- | ----------------------- |
| «28 Reasons»     | 2022 | 113            | —              | —              | 18             | 48             | 28 Reasons              |
| «Baby, Not Baby» | 2025 | 147            | —              | —              | —              | —              | Accidentally on Purpose |

#### Como artista invitada
| Título                               | Año  | Mejor posición | Mejor posición | Mejor posición | Ventas        | Álbum                    |
| Título                               | Año  | KOR            | KOR Billb.     | EUA World      | Ventas        | Álbum                    |
| ------------------------------------ | ---- | -------------- | -------------- | -------------- | ------------- | ------------------------ |
| «Drop» (Mark Lee con Seulgi)         | 2017 | 93             | —              | —              | - COR: 46 443 | High School Rapper Final |
| «Selfish» (Moonbyul con Seulgi)      | 2018 | 84             | —              | —              | N/A           | Selfish                  |
| «Hello Tutorial» (Zion.T con Seulgi) | 2018 | 2              | 2              | —              | N/A           | ZZZ                      |
| «Who Are You» (BamBam con Seulgi)    | 2021 | —              | —              | 9              | N/A           | B                        |

#### Colaboraciones
| Título                                              | Año  | Mejor posición | Mejor posición | Mejor posición | Ventas                       | Álbum                            |
| Título                                              | Año  | KOR            | KOR Billb.     | EUA World      | Ventas                       | Álbum                            |
| --------------------------------------------------- | ---- | -------------- | -------------- | -------------- | ---------------------------- | -------------------------------- |
| «Sound of Your Heart» (con SM Town, Steve Barakatt) | 2016 | —              | —              | —              | N/A                          | SM Station Season 1              |
| «Darling U» (con Yesung)                            | 2017 | —              | —              | —              | N/A                          | SM Station Season 1              |
| «Our Story» (con Chiyeol)                           | 2017 | 28             | —              | —              | - COR: 56 079 - CHN: 262 241 | Fall In, Girl Vol. 3             |
| «Doll» (con Kangta y Wendy)                         | 2017 | —              | —              | —              | N/A                          | SM Station Season 2              |
| «Wow Thing» (con Soyeon, Chungha y SinB)            | 2018 | 35             | 43             | 3              | N/A                          | SM Station X 0                   |
| «Hot & Cold» (온도차) (con Karina, Kai, y Jeno)     | 2022 | —              | —              | —              | N/A                          | 2022 Winter SM Town: SMCU Palace |

#### Bandas sonoras
| «Don't Push Me» (con Wendy)                                                                | 2016 | 25  | - COR: 182 984 | Uncontrollably Fond OST       |
| «I Can Only See You» (con Wendy)                                                           | 2017 | 80  | - COR: 24 912  | Hwarang OST                   |
| «Deep Blue Eyes» (como Girls Next Door)                                                    | 2017 | —   | - COR: 16 514  | Idol Drama Operation Team OST |
| «You, Just Like That»                                                                      | 2017 | —   | N/A            | Blade & Soul OST              |
| «Always»                                                                                   | 2019 | 118 | N/A            | The Crowned Clown OST         |
| «–» indica que el lanzamiento no se posicionó en la lista o no se lanzó en ese territorio. |      |     |                |                               |

### Otras canciones
| Título                                                                                     | Año  | Mejor posición | Mejor posición | Ventas         | Álbum                   |
| Título                                                                                     | Año  | COR Down.      | COR Hot        | Ventas         | Álbum                   |
| ------------------------------------------------------------------------------------------ | ---- | -------------- | -------------- | -------------- | ----------------------- |
| «Butterfly» (Henry Lau con Seulgi)                                                         | 2014 | —              | —              | - COR: 14 070+ | Fantastic               |
| «Heart Stop» (Taemin con Seulgi)                                                           | 2017 | —              | —              | N/A            | Move                    |
| «Uncover»                                                                                  | 2020 | 74             | 100            | N/A            | Monster                 |
| «Best Friend» (Wendy con Seulgi)                                                           | 2021 | 34             | —              | N/A            | Like Water              |
| «Bad Boy, Sad Girl» (con Be'O)                                                             | 2022 | 57             | —              | N/A            | 28 Reasons              |
| «Dead Man Runnin'»                                                                         | 2022 | 60             | —              | N/A            | 28 Reasons              |
| «Anywhere But Home»                                                                        | 2022 | 63             | —              | N/A            | 28 Reasons              |
| «Crown»                                                                                    | 2022 | 66             | —              | N/A            | 28 Reasons              |
| «Los Angeles»                                                                              | 2022 | 68             | —              | N/A            | 28 Reasons              |
| «Better Dayz»                                                                              | 2025 | 109            | —              | N/A            | Accidentally on Purpose |
| «Rollin' (With My Homies)»                                                                 | 2025 | 111            | —              | N/A            | Accidentally on Purpose |
| «Whatever»                                                                                 | 2025 | 117            | —              | N/A            | Accidentally on Purpose |
| «Praying»                                                                                  | 2025 | 123            | —              | N/A            | Accidentally on Purpose |
| «Weakness»                                                                                 | 2025 | 119            | —              | N/A            | Accidentally on Purpose |
| «–» indica que el lanzamiento no se posicionó en la lista o no se lanzó en ese territorio. |      |                |                |                |                         |

### Composiciones
Todos los créditos adaptados de la base de datos de la Korea Music Copyright Association, a menos que se indique lo contrario.
| Título             | Año  | Artista          | Álbum                   | Letras | Música |
| ------------------ | ---- | ---------------- | ----------------------- | ------ | ------ |
| «Rose»             | 2021 | Seulgi y Taeyong | Sin álbum               | Yes    | Yes    |
| «Dead Man Runnin'» | 2022 | Ella misma       | 28 Reasons              | Yes    | No     |
| «Weakness»         | 2025 | Ella misma       | Accidentally on Purpose | Yes    | No     |

## Filmografía

### Películas
| Título            | Año  | Papel      | Nota(s)               |
| ----------------- | ---- | ---------- | --------------------- |
| SMTown: The Stage | 2015 | Ella misma | Documental de SM Town |
| Trolls World Tour | 2020 | Gomdori    | Voz                   |

### Dramas
| Título                | Año  | Cadena | Papel      | Nota(s)            |
| --------------------- | ---- | ------ | ---------- | ------------------ |
| Descendientes del sol | 2016 | KBS2   | Ella misma | Cameo, episodio 16 |

### Programas de televisión
| Título                      | Año  | Cadena | Nota(s)                                |
| --------------------------- | ---- | ------ | -------------------------------------- |
| Off to School               | 2015 | JTBC   | Miembro del elenco, episodios 40-43    |
| 100 People, 100 Songs       | 2015 | JTBC   | Concursante con Wendy                  |
| Immortal Songs 2            | 2015 | KBS2   | Concursante con Wendy y Joy            |
| M Countdown                 | 2016 | Mnet   | Presentadora especial con Joy          |
| King of Mask Singer         | 2016 | MBC    | Concursante                            |
| Girl Group Battle           | 2017 | KBS2   | Concursante con Wendy y Joy            |
| M! Countdown                | 2017 | Mnet   | Presentadora especial con Yeri y Wendy |
| Law of the Jungle in Mexico | 2018 | SBS    | Invitada                               |

## Teatro
| Título    | Año     | Papel   | Nota(s)                              |
| --------- | ------- | ------- | ------------------------------------ |
| School Oz | 2014-15 | Dorothy | Musical holográfico; papel principal |

## Premios y nominaciones
| Premio                        | Año  | Categoría                          | Trabajo nominado | Resultado | Ref(s). |
| ----------------------------- | ---- | ---------------------------------- | ---------------- | --------- | ------- |
| Fashionista Awards            | 2017 | Best Fashionista – Rising Star     | Seulgi           | Nominada  | [ 81 ]  |
| Melon Music Awards            | 2017 | Hot Trend Award                    | «Deep Blue Eyes» | Nominada  | [ 82 ]  |
| MAMA Awards                   | 2022 | Artist of the Year                 | Seulgi           | Nominada  | [ 83 ]  |
| MAMA Awards                   | 2022 | Best Female Artist                 | Seulgi           | Nominada  | [ 83 ]  |
| Asian Pop Music Awards        | 2022 | Top 20 Song of the Year (Overseas) | «28 Reasons»     | Ganadora  | [ 84 ]  |
| Asian Pop Music Awards        | 2022 | Best Female Artist (Overseas)      | «28 Reasons»     | Nominada  | [ 85 ]  |
| Asian Pop Music Awards        | 2022 | Song of the Year                   | «28 Reasons»     | Nominada  | [ 85 ]  |
| Korea First Brand Awards      | 2023 | Female Solo Artist                 | Seulgi           | Nominada  |         |
| Seoul Music Awards            | 2023 | Main Prize (Bonsang)               | Seulgi           | Nominada  |         |
| Circle Chart Music Awards     | 2023 | Song of the Year – October         | «28 Reasons»     | Nominada  |         |
| Brand Customer Loyalty Awards | 2023 | Female Soloist                     | Seulgi           | Ganadora  |         |